# Hippopotamus lemerlei
Pour les articles homonymes, voir Hippopotame nain.
Espèce
Statut de conservation UICN

 EX  : Éteint
Le terme de Hippopotame nain de Madagascar ou Hippopotame malgache est un terme vernaculaire employé pour évoquer trois espèces naines d'hippopotames (Hippopotamus lemerlei Grandidier 2024; Hippopotamus madagascariensis Guldberg 1883; et Hippopotamus laloumena Faure et Guerin 1990) ayant vécu ensemble sur l'île de Madagascar à la même époque. Ces trois espèces distinctes semblent avoir disparu de Madagascar vers le Xe siècle à la suite de la colonisation de l'île par l'homme.
H. madagascariensis avait sensiblement la même taille que l'Hippopotame pygmée (mais reste toutefois légèrement plus grand) et le même mode de vie terrestre, habitant les forêts des hauts plateaux de Madagascar plutôt que les cours d'eau. Cette espèce aurait disparu il y a moins de 500 ans,,. 
À l'inverse, H. lemerlei a le plus souvent été trouvé dans les plaines du sud-ouest de l'île, laissant penser qu'il préférait évoluer dans les rivières, à l'image de son cousin continental actuel Hippopotamus amphibius.
La troisième espèce, H. laloumena, n'est connue que par une mâchoire inférieure et quelque ossements des pattes récupérés sur un site près de Mananjary sur la côte est de Madagascar. Elle a été décrite comme étant plus grande que les deux précédentes et ressemblant davantage physiquement à un hippopotame commun.
Toutes les espèces sont communément acceptées comme étant des espèces appartenant au genre Hippopotamus et ayant subi un processus de nanisme insulaire. A l'exception de H. madagascariensis qui, selon certains auteurs, appartiendrait au genre Choeropsis avec l'Hippopotame pygmée (reclassé en 2021 dans ce genre) ou alors dans le genre Hexaprotodon également avec l'Hippopotame pygmée. Des débats persistent toujours quant à la classification exacte pour ces animaux.

## Généralités
Il est difficile de dire quand et combien de fois les hippopotames ont atteint Madagascar, c'est pourquoi on a aussi du mal à savoir si les trois genres constituent un groupe systématique ou représentent le résultat de plusieurs colonisations qui ont eu lieu indépendamment les unes des autres.
Tous ces genres ont en tous cas survécu jusqu'à l'Holocène, et il est très probable que leur extinction soit liée à la colonisation de leur île par les hommes. Ces derniers l'ont atteinte il y a relativement peu de temps (  des témoignages de présence humaine à Madagascar  sont datés de plus de 10.000 ans), et il s'est ensuivi une extinction massive des animaux les plus grands qui a concerné entre autres certains lémuriens géants, les æpyornis, le Voay et les hippopotames malgaches eux-mêmes. On ne peut dire si les hommes en sont seuls responsables ou si des changements climatiques auraient aussi joué un rôle.
Certains os montrent les traces de manipulations humaines, ce qui indique que les hommes et les hippopotames ont vécu en même temps à une certaine époque sur Madagascar. La rapidité avec laquelle l'espèce s'est éteinte n'est pas encore précisément fixée. Au début des années 1990, on l'estimait à un temps compris entre quelques siècles et environ 1000 ans.
Des traditions orales malgaches, qui ont été recueillies par Étienne de Flacourt au XVIIe siècle, ainsi que des rapports isolés, pourraient indiquer que des hippopotames ont vécu plus longtemps dans des régions isolées de l'île. Il existe aussi des rapports du XIXe siècle, voire des années 1970, concernant un monstre nommé Kilopilopitsofy qui devait ressembler à un hippopotame. On discute de la part de vérité que contiennent ces récits et il n'existe pas de confirmations indépendantes.